# Magdalena Fręch
Magdalena Frech, nascida em 15 de dezembro de 1997, é uma tenista profissional polonesa.
Frech ganhou um título de simples no WTA Challenger Tour em 2021 em Concord mos Estados Unidos. Ela também ganhou seis títulos de simples e quatro de duplas no Circuito Feminino da ITF. Em 25 de julho de 2022, ela alcançou sua melhor classificação de simples no 82º lugar mundial. Em 8 de agosto de 2022, ela alcançou a posição 174 no ranking de duplas WTA.
Jogando pelo time polonês da Billie Jean King Cup, Frech tem um recorde de vitórias e derrotas de 9–5.

## Carreira profissional

### 2013: estreia no WTA Tour
Frech fez sua estreia no WTA Tour no Katowice Open em simples onde recebeu um "wild card" para a qualificatória, no entanto perdeu em sua partida de estreia para Raluca Olaru.

### 2018: estreia no Grand Slam

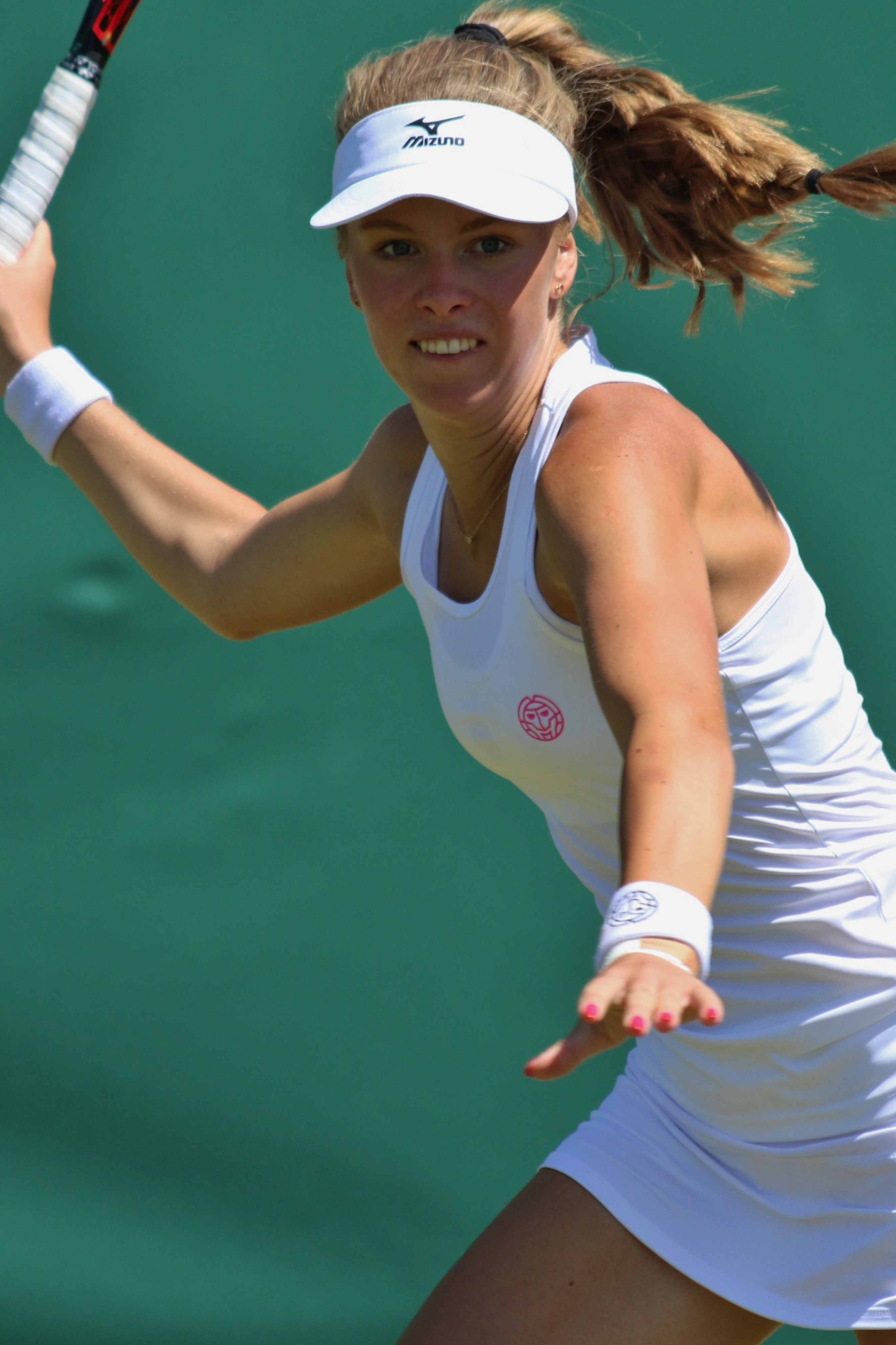
Fręch em
Wimbledon, 2018.

Frech começou a temporada de 2018 em Auckland, onde perdeu na qualificatória (na primeira rodada) para a cabeça de chave N° 7 Sachia Vickery, em dois sets, 5-7, 3-6. Ela então participou da primeira qualificatória para um Grand Slam de sua carreira - no Australian Open. Ela venceu Miyu Kato [en], Sofya Zhuk [en] e Kayla Day e se tornou uma das 12 qualificadas, fazendo sua estreia na chave principal daquele Grand Slam. Na primeira rodada, ela perdeu para a eventual quarta-finalista Carla Suárez Navarro, em dois sets. No final de janeiro, Frech jogou no evento de US$ 60k Andrézieux-Bouthéon, onde derrotou Conny Perrin [en] em três sets,  Chloé Paquet em dois e Vitalia Diatchenko (6–3, 2–2 ret.). Nas semifinais, perdeu para a eventual campeã Georgina García Pérez [en], em três sets. Em fevereiro, ela estreou no Aberto da Hungria [en], onde passou pela qualificatória ao derrotar Çagla Büyükakçay [en] em três e Anna Blinkova em dois sets.

### 2021–22: WTA 1000 e estreia entre as 100 melhores, terceira rodade em Major e WTA 1000
Ela fez sua estreia no top 100 no No. 99 em 18 de outubro de 2021, após sua qualificação no Indian Wells Open e vitória na primeira rodada sobre Zheng Saisai. Em seguida, ela perdeu para a cabeça-de-chave Karolina Pliskova.
Em 2022, ela se classificou novamente para a chave principal do Indian Wells Open, entrando como uma "lucky loser" e venceu Mayar Sherif antes de perder para a 30ª cabeça-de-chave Marketa Vondrousova. Ela alcançou a terceira rodada de um Major pela primeira vez em sua carreira em Wimbledon. Depois de passar por Camila Giorgi na primeira, por Anna Karolína Schmiedlová na segunda, Perdeu para Simona Halep em dois sets.

### 2023: Terceira rodada em WTA 1000, Top 70

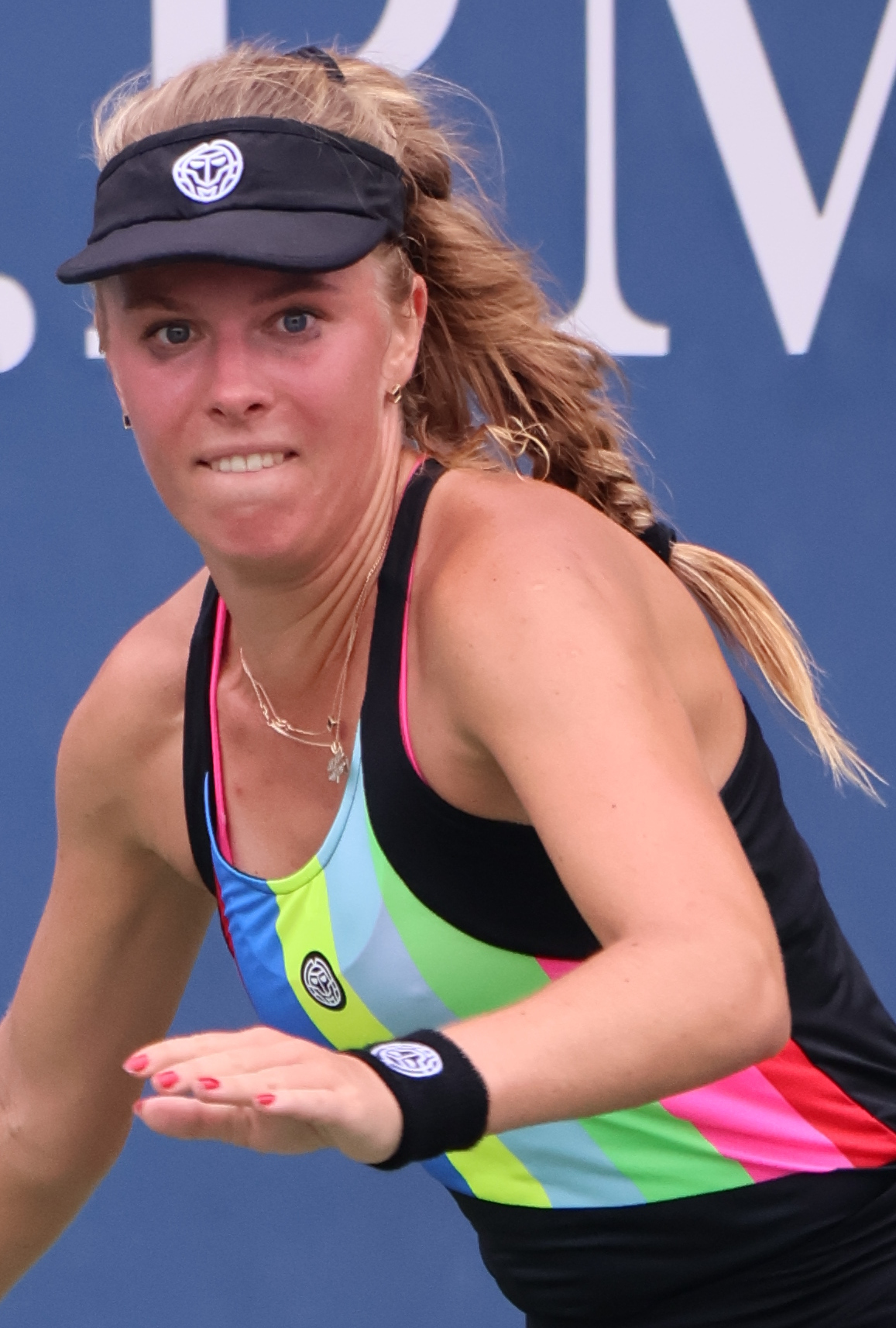
Fręch no Us Open, 2023.

Frech entrou novamente no Indian Wells Open como uma "lucky loser" pelo segundo ano consecutivo e venceu sua terceira partida neste torneio derrotando Maryna Zanevska antes de perder para a quarta cabeça de chave Ons Jabeur, em três sets muito equilibrados depois de ter vencido o primeiro. No Miami Open, ela entrou diretamente na segunda rodada da chave principal, novamente como uma "lucky loser", após a desistência tardia da 26ª cabeça de chave Zhang Shuai e venceu sua partida, derrotando a "wild card"  Erika Andreeva em três sets para chegar à terceira rodada em um torneio de nível WTA 1000 pela primeira vez em sua carreira, onde perdeu para Varvara Gracheva em sets diretos.
Na temporada de saibro Frech teve uma participação discreta. Ela iniciou pelo Charleston Open, onde não passou da segunda rodada da qualificatória. No Madrid Open, ela passou pela qualificatória mas perdeu na segunda rodada para Jessica Pegula. Ela alcançou as quartas de final do L'Open 35 de Saint-Malo, onde perdeu para  Katie Volynets. Passou em seguida pela qualificatória do Internazionali d'Italia, mas perdeu na segunda rodada para Madison Keys. E em Roland Garros, perdeu na segunda rodada para  Kamilla Rakhimova.

### 2024: Quarta rodada no Australian Open e Top 50
Frech iniciou a temporada de forma discreta. Participou do ASB Classic onde perdeu para  Marie Bouzkova na primeira rodada em jogo de três sets. Em seguida, ela participou do Hobart International, onde passou pela qualificatória sem perder nenhum set. Na sequência venceu Sara Sorribes Tormo na primeira rodada da chave principal em jogo de três sets e  perdeu na segunda rodada para Emma Navarro em sets diretos. Depois disso, partiu para o Australian Open, no qual venceu Daria Saville na primeira rodada em jogo de três sets e mais de três horas, venceu a "cabeça de chave" N° 16 Caroline Garcia em sets diretos na segunda, venceu Anastasia Zakharova [en] de virada num jogo muito disputado em três sets na terceira, e na sequência, perdeu para a cabeça de chave N° 4 Coco Gauff na quarta rodada em sets diretos.
Depois disso, ainda em quadras duras porém na Europa, Frech tentou o Upper Austria Ladies Linz no qual ficou na primeira rodada da qualificatória. No giro do Oriente Médio, ela passou pela qualificatória do Qatar Open mas perdeu para Victoria Azarenka na primeira rodada da chave principal em jogo de três sets. Em Dubai, foi além, passou pela qualificatória e chegou à terceira rodada da  chave principal, onde perdeu para a cabeça de chave N° 4 Elena Rybakina em um jogo de três sets equilibrados.
Frech iniciou a temporada em quadras de saibro com um desempenho fraco. No Charleston Open, perdeu para Sloane Stephens na primeira rodada, em contundentes sets diretos. No Aberto de Madri o fato se repetiu, perdeu na primeira rodada para Jaqueline Cristian em sets diretos, porém mais equilibrados. Com isso, decidiu participar de um torneio de nível menor, o Catalonia Open, no qual chegou às quartas de final onde perdeu para Camila Osorio em jogo de três sets. Já no Aberto de Roma, ela venceu Ashlyn Krueger na primeira rodada, mas perdeu para Coco Gauff na segunda, ambos os jogos em sets diretos. Em seguida, no Internationaux de Strasbourg, passou por Sloane Stephens na primeira rodada em sets diretos, mas perdeu para a cabeça de chave N° 1, Marketa Vondrousova, na segunda, em jogo de três sets. No Aberto da França, perdeu na primeira rodada para a cabeça de chave N° 10, Daria Kasatkina, em sets diretos.
Frech começou a temporada em quadras de grama no Rothesay Open, no qual chegou às  quartas de final, onde perdeu para a cabeça de chave N° 3 e eventual campeã, Katie Boulter, em sets diretos. Na sequência, no Rothesay Classic, perdeu na primeira rodada para Lucia Bronzetti em jogo de três sets. Logo depois, tentou o Rothesay International, mas não passou pela qualificatória. Em seguida, participou do Torneio de Wimbledon, no qual enfrentou a cabeça de chave N° 20, Beatriz Haddad Maia, na primeira rodada, jogo que perdeu em sets diretos.
De volta às quadras de saibro, Frech participou do Hungarian Grand Prix, mas perdeu na primeira rodada para Elina Avanesyan em sets diretos. Em seguida, participou do Prague Open no qual chegou ao vice-campeonato, depois de passar por Astra Sharma, Dominika Šalková [en], Anhelina Kalinina e a "wild card" local, Laura Samson [en] na sua semifinal, todos esses jogos em três sets, e na final, perdeu para sua compatriota, Magda Linette, em sets diretos.

## Representação nacional
Em 2016, Frech fez sua estreia na Fed Cup, jogando pela Polônia. Sua primeira partida foi no Play-off do Grupo Mundial II, onde a Polônia jogou contra o Taipé Chinês. Frech foi escolhida para jogar sua primeira partida contra Lee Ya-hsuan [en], onde também conquistou sua primeira vitória na Fed Cup. Na partida seguinte, Frech perdeu para Hsu Ching-wen [en].
Em 2018, de 7 a 10 de fevereiro, ela jogou na Fed Cup em Tallinn na Estônia, onde perdeu para Melanie Klaffner [en] (Áustria) em dois sets, Anastasija Sevastova (Letônia) em dois sets e derrotou Ayla Aksu [en] (Turquia) e Isabella Shinikova [en] ( Bulgária) - ambas em dois sets.

## Estatísticas da carreira

### Quadros de linha de tempo
| V | F | SF | QF | #R | RR | Q# | NQ | NP | NO |

 •  (V) vencedor; (F) finalista; (SF) semifinalista; (QF) quartas de final; (#R) rodada 4, 3, 2, 1; (RR) round-robin; (Q#) rodada qualificatória;  (NQ) não qualificado; (NP) não participou;  (NO) não ocorreu; (TS) taxa de sucesso (eventos vencidos / participados); (V–P) jogos vencidos-perdidos.
 •  Para evitar confusões e contagem em duplicidade, esses quadros são atualizados após a conclusão de um torneio ou quando a participação de um jogador termina.

#### Simples
Atual após o ATX Open de 2023.
| Torneio                  | 2014 | 2015 | 2016 | 2017 | 2018 | 2019 | 2020 | 2021 | 2022  | 2023 | TS                    | V–P                   | % de Vitórias         |
| ------------------------ | ---- | ---- | ---- | ---- | ---- | ---- | ---- | ---- | ----- | ---- | --------------------- | --------------------- | --------------------- |
| Torneios de Grand Slam   |      |      |      |      |      |      |      |      |       |      |                       |                       |                       |
| Australian Open          | NP   | NP   | NP   | NP   | 1R   | Q1   | Q1   | NP   | 1R    | Q2   | 0 / 2                 | 0–2                   | 0%                    |
| Aberto da França         | NP   | NP   | NP   | NP   | 2R   | Q1   | Q1   | Q3   | 1R    |      | 0 / 2                 | 1–2                   | 33%                   |
| Wimbledon                | NP   | NP   | NP   | NP   | Q1   | Q1   | NO   | Q2   | 3R    |      | 0 / 1                 | 2–1                   | 67%                   |
| US Open                  | NP   | NP   | NP   | NP   | Q1   | 1R   | NP   | Q1   | 1R    |      | 0 / 2                 | 0–2                   | 0%                    |
| Vencidos-Perdidos        | 0–0  | 0–0  | 0–0  | 0–0  | 1–2  | 0–1  | 0–0  | 0–0  | 2–4   |      | 0 / 7                 | 3–7                   | 30%                   |
| WTA 1000                 |      |      |      |      |      |      |      |      |       |      |                       |                       |                       |
| Dubai / Qatar Open       | NP   | NP   | NP   | NP   | NP   | 1R   | Q2   | Q1   | NP    | Q1   | 0 / 1                 | 0–1                   | 0%                    |
| Indian Wells Open        | NP   | NP   | NP   | NP   | NP   | NP   | NO   | 2R   | 2R    | 2R   | 0 / 3                 | 3–3                   | 50%                   |
| Miami Open               | NP   | NP   | NP   | NP   | NP   | NP   | NO   | NP   | 1R    | 3R   | 0 / 2                 | 1–2                   | 33%                   |
| Madrid Open              | NP   | NP   | NP   | NP   | NP   | NP   | NO   | NP   | Q1    | 2R   | 0 / 1                 | 1–1                   | 50%                   |
| Italian Open             | NP   | NP   | NP   | NP   | NP   | NP   | NP   | NP   | NP    |      | 0 / 0                 | 0–0                   | –                     |
| Canadian Open            | NP   | NP   | NP   | NP   | Q1   | NP   | NO   | NP   | NP    |      | 0 / 0                 | 0–0                   | –                     |
| Cincinnati Open          | NP   | NP   | NP   | NP   | NP   | NP   | NP   | NP   | Q2    |      | 0 / 0                 | 0–0                   | –                     |
| Wuhan Open               | NP   | NP   | NP   | NP   | NP   | NP   | NO   | NO   | NO    |      | 0 / 0                 | 0–0                   | –                     |
| China Open               | NP   | NP   | NP   | NP   | NP   | NP   | NO   | NO   | NO    |      | 0 / 0                 | 0–0                   | –                     |
| Guadalajara Open         | NO   | NO   | NO   | NO   | NO   | NO   | NO   | NO   | 2R    |      | 0 / 1                 | 1–1                   | 50%                   |
| Estatísticas da carreira |      |      |      |      |      |      |      |      |       |      |                       |                       |                       |
| Torneios                 | 1    | 1    | 0    | 1    | 10   | 6    | 2    | 8    | 21    | 4    | Total da carreira: 54 | Total da carreira: 54 | Total da carreira: 54 |
| Vencidos-Perdidos geral  | 0–1  | 0–1  | 0–0  | 0–1  | 3–10 | 1–6  | 2–2  | 6–8  | 11–21 | 3–4  | 0 / 54                | 26–54                 | 33%                   |
| Ranking de final de ano  | 493  | 459  | 321  | 166  | 151  | 198  | 156  | 102  | 116   |      | US$ 1.357.000         | US$ 1.357.000         | US$ 1.357.000         |

## Finais da ITF (34–20)

### Simples/Singulares (3–2)
| Legenda           |
| ----------------- |
| $100,000 torneios |
| $75,000 torneios  |
| $50,000 torneios  |
| $25,000 torneios  |
| $15,000 torneios  |
| $10,000 torneios  |

| Finais pela superfície |
| ---------------------- |
| Duro (1–0)             |
| Terra Batida (2–0)     |
| Grama (0–0)            |
| Carpete (0–2)          |

| Resultados  | Número | Data                  | Categoria | Torneios               | Superfície   | Oponente          | Resultado (jogos)  |
| ----------- | ------ | --------------------- | --------- | ---------------------- | ------------ | ----------------- | ------------------ |
| Campeã      | 1.     | 21 de março de 2016   | $10,000   | Nishitama, Japão       | Duro         | Mai Minokoshi     | 7–5, 6–4           |
| Campeã      | 2.     | 20 de agosyo de 2017  | $25,000   | Leipzig, Alemanha      | Terra Batida | Richèl Hogenkamp  | 6–2, 7–6(7–3)      |
| Campeã      | 3.     | 27 de agosto de 2017  | $25,000   | Braunschweig, Alemanha | Terra Batida | Olga Sáez Larra   | 6–2, 2–6, 7–6(7–3) |
| Vice-campeã | 1.     | 15 de outubro de 2017 | $25,000   | Óbidos, Portugal       | Carpete      | Irina Khromacheva | 1–6, 6–4, 4–6      |
| Vice-campeã | 2.     | 22 de outubro de 2017 | $25,000   | Óbidos, Portugal       | Carpete      | Anna Kalinskaya   | 3–6, 3–6           |

### Duplas (1–2)
| Legenda           |
| ----------------- |
| $100,000 torneios |
| $75,000 torneios  |
| $50,000 torneios  |
| $25,000 torneios  |
| $15,000 torneios  |
| $10,000 torneios  |

| Finals pela superfície |
| ---------------------- |
| Duro (0–1)             |
| Terra Batida (0–1)     |
| Grama (1–0)            |
| Carpete (0–0)          |

| Resultado    | Número | Data                | Categoria | Torneio                   | Superfície   | Companheira       | Oponentes                          | Resultado (jogos) |
| ------------ | ------ | ------------------- | --------- | ------------------------- | ------------ | ----------------- | ---------------------------------- | ----------------- |
| Vice-campeãs | 1.     | 29 de junho de 2015 | $25,000   | Torun, Polónia            | Terra Batida | Katharina Lehnert | Ekaterine Gorgodze Sofia Shapatava | 4–6, 4–6          |
| Vice-campeãs | 2.     | 27 de março de 2017 | $60,000   | Croissy-Beaubourg, França | Duro         | Manon Arcangioli  | Vera Lapko Polina Monova           | 3–6, 4–6          |
| Campeãs      | 1.     | 18 de junho de 2017 | $100,000  | Manchester, Reino Unido   | Grama        | An-Sophie Mestach | Chang Kai-chen Marina Erakovic     | 6–4, 7–6(7–5)     |